# Quartier Albert Ier (Vannes)
Le quartier Albert Ier est un quartier de la ville de Vannes. Il est situé au sud-ouest du centre ville, à l'ouest du port de Vannes.

## Délimitation géographique
L'élément structurant du quartier Albert Ier est la rue du même nom qui reprend en partie l'ancien tracé vers Trussac. De nombreuses voies anciennes ont été conservées dans le parcellaire, telle que la rue de Bernus ou la rue du Maréchal Foch.

## Histoire
Le quartier Albert Ier est un quartier résidentiel urbanisé dès la fin du XIXe siècle. Les opérations de lotissement ont débuté en 1879 et se sont poursuivies jusqu'au milieu du XXe siècle. Les maisons d'origine sont construites sur de vastes parcelles de terrains.

## Vie de quartier

### Lieux importants
- Affaires maritimes

### Enseignement
- Lycée privé Saint-Georges

### Sources
- Quartier Albert 1er sur patrimoine.region-bretagne.fr